# 農業用無人航空機

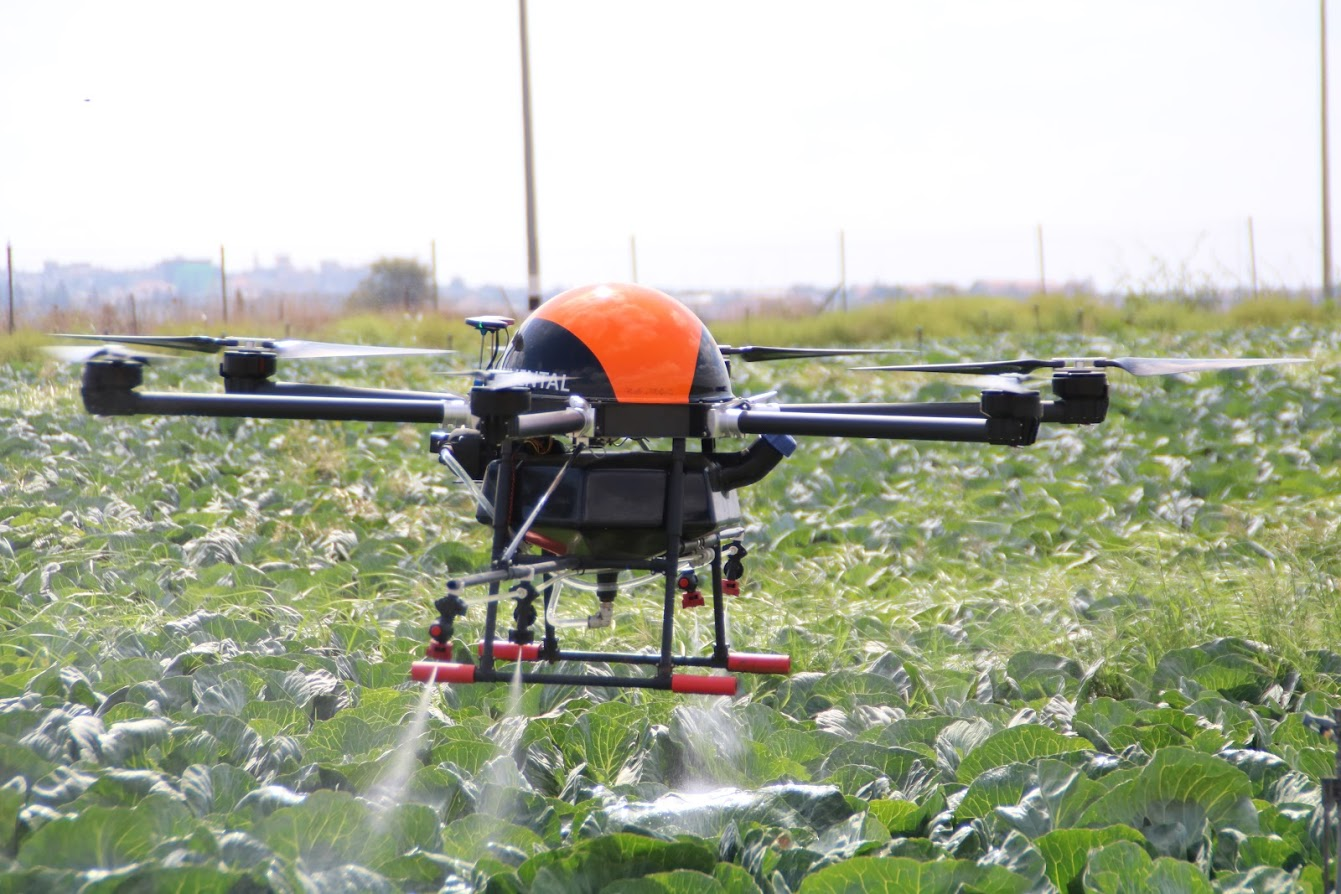
イスラエルのキャベツ畑で農薬散布を行う農業無人機4X-UHJ

農業用無人航空機（のうぎょうようむじんこうくうき、若しくは農業用ドローン、英語：Agricultural drone 略称：Agri drone, AG drone）とは、無人航空機型の農業機。農業用ロボットの一種。

## 概要
航空機による農薬散布は広く行われており、専用の農業機が多数製造された。特に農薬や肥料の散布は一定の範囲を飛行するというゼネラル・アビエーションの中でも単純なためプログラム化しやすく、古くから無人機の開発が進められていた。
1980年代末より防除等の用途のために無線操縦ヘリコプターのような遠隔操作式の無人航空機が農業の分野に導入され始めた。
1990年代以降、遠隔操作式が普及したが、2010年以降、技術革新によりマルチコプターによる自律式の無人航空機が試験的に農業に導入されつつある。農作物の波長別の反射係数と生育状況の間には相関があることが知られており、これまでは、作物の生育状況を把握するためには葉緑素計（SPAD）を使って、葉を一枚一枚挟んで色を測り、生育状況を見ていたが、それでは手間がかかりすぎ、一部しか測定でないので多波長カメラを搭載することで作物の生育度のデータを収集する農業用無人航空機も開発されている。これまでは類似の用途には衛星写真が使用されてきたが、小回りの利く無人航空機を使用する事により、より手軽に圃場内での高精度の情報を入手できると期待される。そして、農業用ドローンの利用によって現場の人手不足の軽減、作業効率の向上などのメリットが得られると考えられている。
近年、農業用ドローンは受粉、鳥獣被害対策、農作物等の運搬などにも活用されており、害虫駆除などの新しい活用方法 の実施も行われている。2017年には佐賀大学とオプティムが協働で枝豆の栽培でドローンを用いたピンポイントでの農薬散布を行い、スマート枝豆のブランド名で販売を行った。2020年8月、大分県津久見市と農家などでつくる市認定農業者協議会は、柑橘類畑でドローンによる農薬散布の実証実験を行った。

## 種類

### 遠隔操作式
無線などの遠隔操作によるもので常時オペレーターが監視しなければならない。

### 自律式
GPSやLidar SLAM等の航法装置や各種カメラ、センサ類を搭載して自律的に飛行する。

### 固定翼式
広大な範囲を網羅するためには適するが、垂直離着陸機ではない場合にはカタパルトや滑走路が必要。

### 回転翼式
垂直に離着陸が可能で空中停止も可能だが、速度は固定翼機に劣る。

## 農業用無人航空機の代表的な用途
- 種子散布、受粉
- 肥料や農薬の散布
- 防除（病害虫の早期発見）
- 生育状況の監視

## 代表的な製造企業
- ヤマハ発動機 - 1980年代から遠隔操作式の無線操縦ヘリコプターを開発、販売する。
- エンルート - かつて存在した無人航空機製造メーカー。
- サイバネテック - 情報通信機器や地理空間情報システムの輸入・販売を手掛ける専門商社。いち早く3次元マッピングシステムの取扱いを開始する。
- テラドローン - 日本発のドローンベンチャー。事業内容に「ドローンソリューションプロバイダー」を掲げる。
- 日本サーキット -
- DJI - 中国企業。最大10Lの農薬散布が可能なAGRAS MG-1を開発。

製造企業の一部は取扱免許の制度を定めており、その企業が指定する農業用ドローンを使用する為には、対応する免許を取得する必要がある。